# Hang Thẩm Púa
Hang Thẩm Púa hay hang Thẩm Bó, còn được gọi là hang ông Giáp, nằm dưới chân núi đá vôi Pú Hồng Cáy, thuộc địa phận Bản Bó xã Chiềng Đông huyện Tuần Giáo, tỉnh Điện Biên, Việt Nam .
Đây là nơi có di tích người cổ xưa, và là địa điểm đặt Sở chỉ huy đầu tiên của Chiến dịch Điện Biên Phủ.
Theo tiếng Tày - Thái "thẩm " hay "thẳm" có nghĩa là "hang". Ngoài ra các tên gọi "Thẩm Púa" và "bản Pó" được lấy từ các hồi ký, được ghi theo nhớ phát âm. Tên sử dụng chính thức hiện nay, là hang Thẩm Bó ở bản Bó xã Chiềng Đông huyện Tuần Giáo.